# 銅鑼鄉龍泉
24°28′28″N 120°48′05″E / 24.474413°N 120.801504°E
銅鑼鄉龍泉，是位於臺灣苗栗縣銅鑼鄉銅鑼村、縣道119號旁的山泉。

## 水況
縣道119號經銅鑼工業區下坡路右側的龍泉，水源來自雙峰山山麓。該泉為清代墾民為沿溪尋找水源時發現，因風水為玉帶環腰的龍脈，故取名為「龍泉」。
1990年代，苗栗縣南邊鄉鎮因飲用水來自較多石灰質的明德水庫，所以改喝山泉水的人較多。長年取用此地飲用的盛隆村村幹事陳祁表示，龍泉的水質遠優於一般的自來水，且用來泡茶時更覺甘甜爽口。該年代初，苗栗山泉水工廠設在公館鄉較多，取水點最主要是此泉，其次才是三義鄉火燄山南麓、造橋鄉尖豐公路旁、以及南鄉小南埔等地。
定期抽驗水源的苗栗縣政府環保局，曾發現銅鑼鄉龍泉與頭份市石觀音山泉的大腸桿菌都超出標準，建議最好是煮沸後再飲用。業者會在龍泉的排水山溝抽水，再載回工廠包裝。1998年，龍泉所在的縣道119號拓寬墊高路面，縣議員湯文雄就出資整建改善，增設唧筒，並掛上「龍泉」碑銘。

## 祭拜

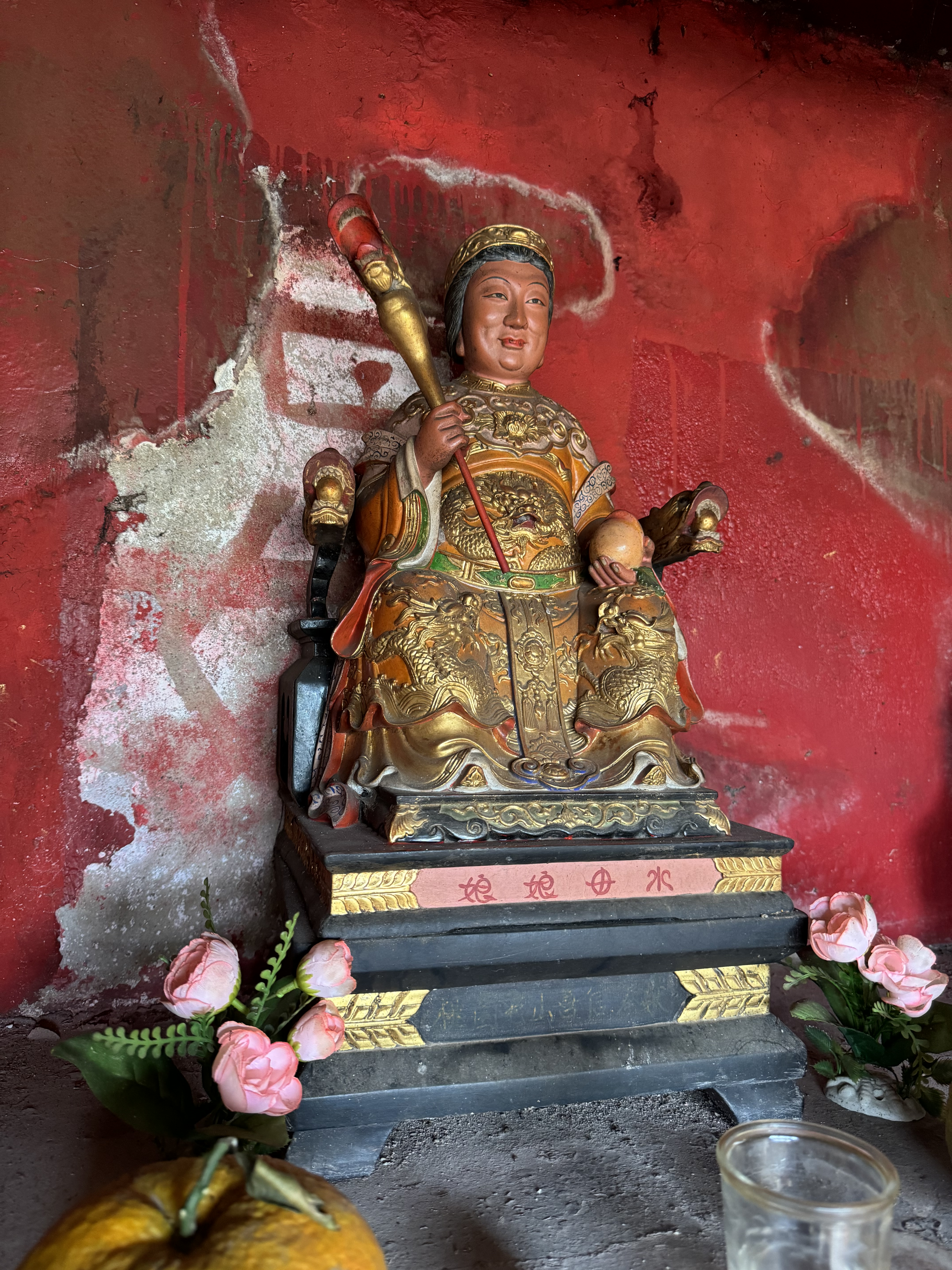
水母娘娘像

據業者表示，因為該地點山泉水源源不斷，成為他們謀生的根據地，所以開始供奉水母娘娘。1990年左右，信徒在答謝下，將原先只有40公分高的水母娘娘祠擴大。後來也有供俸一些土地公神像，一說是業者為求生意興隆請來供奉的，但也有人說這些是遭人遺棄。